# Miguel Ángel del Arco Blanco
Miguel Ángel del Arco Blanco (17 luglio 1978) è uno storico, docente e scrittore spagnolo.
Le sue ricerche si sono focalizzate sulla storia agraria della Spagna e sulla dittatura franchista.
Insieme allo storico Alejandro Quiroga, ha pubblicato nel 2010 il libro intitolato Soldados de Dios y Apóstoles de la Patria. Las derechas españolas en la Europa de entreguerras, una raccolta di 15 biografie di altrettante personalità storiche, che ebbero un ruolo rilevante per l'acquisizione dei diritti politici in Spagna.
Insieme a Peter Anderson, ha pubblicato nel 2010 il volume Killings and Violence in Spain 1936-1952): Grappling with the Past.

## Opere
- Las alas del Ave Fénix: La política agraria del primer franquismo (1936-1959), Comares, 2004
- Hambre de Siglos. Mundo rural y apoyos sociales del franquismo en Andalucía Oriental (1936-1951), Comares, 2007
- Jorge Marco, Miguel Ángel del Arco Blanco, Claudio Hernández Burgos, Carlos Fuertes Muñoz, No solo miedo. Actitudes políticas y opinión popular bajo la dictadura franquista, 1936-1977[4]